# Rabadiello
Rabadiello (oficialmente en asturiano: Rabadiellu) es una aldea española de la parroquia de Villazón, perteneciente al municipio de Salas, en la comunidad autónoma de Asturias.

## Historia
Hacia mediados del siglo XIX, el lugar ya pertenecía a la parroquia de Villazón del municipio de Salas. Aparece descrito en el decimotercer volumen del Diccionario geográfico-estadístico-histórico de España y sus posesiones de Ultramar de Pascual Madoz con las siguientes palabras:

RABADIELLO: l. en la prov. de Oviedo, ayunt. de Salas y felig. de Santiago de Villazon (V.).
(Madoz, 1849, p. 352)

En 2023, la entidad singular de población de Rabadiello tenía empadronado un único habitante, en diseminado.